# Chaucheprat Point
Der Chaucheprat Point (in Argentinien Cabo Rodriguez) ist eine niedrige Landspitze am nordwestlichen Ausläufer der Jonassen-Insel im Antarctic-Sund vor der Nordspitze der Antarktischen Halbinsel.
Der französische Polarforscher Jules Dumont d’Urville benannte 1838 während der Dritten Französischen Antarktisexpedition (1837–1840) ein Objekt in der Umgebung als Kap Chaucheprat (französisch Cap Chaucheprat). Da sich dieses nicht eindeutig zuordnen ließ, entschied sich das UK Antarctic Place-Names Committee am 12. Februar 1964 zu einer Namensübertragung auf die hier beschriebene Landspitze. Namensgeber ist der französische Marineoffizier François-Charles Chaucheprat (1792–1853), Sekretär des französischen Marineministers Claude du Campe de Rosamel (1774–1848). Namensgeber der argentinischen Benennung ist José Rodriguez, Maat der Uruguay bei der Rettung der in Not geratenen Schwedischen Antarktisexpedition (1901–1904) unter Otto Nordenskjöld.